# Piero Heliczer
Piero Heliczer, rodným jménem Piero Giorgio Heliczer (20. června 1937 Řím, Itálie – 22. července 1993 Préaux-du-Perche, Francie) byl italský filmový režisér, herec a básník.

## Život
Narodil se do židovské rodiny v Římě dne 20. června 1937 (otec se jmenoval Jacob, matka Sabina). Roku 1942 hrál jako dětský herec ve filmu Benghází režiséra Augusta Genina. Zanedlouho byl během války zabit jeho otec a on se svou matkou a mladším bratrem odjel v roce 1947 do Spojených stát amerických, kde začal studovat na střední škole ve Forest Hills v newyorském Queensu. Během studií se seznámil s básníkem a hudebníkem Angusem MacLisem. Po úspěšném dokončení střední školy začal v roce 1955 studovat na Harvardově univerzitě, ale studií zanechal a roku 1958 společně se svou přítelkyní a MacLisem odcestoval do Paříže, kde založil nakladatelství Dead Language Press. Zanedlouho se usadil v Londýně a roku 1961 natočil svůj první film nazvaný The Autumn Feast (spolupracoval na něm s Jeffreym Keenem). Zde se také oženil se svou první manželkou, Catherine Maxence Cowper.
Poté, co se v roce 1962 vrátil do New Yorku, se seznámil s režisérem a básníkem Jackem Smithem a představil se v jeho filmu Flaming Creatures (1963). Dále zde pořádal různá experimentální představení, ke kterým hrála živá hudba v podání skupiny The Velvet Underground (se skupinou občasně vystupoval i on sám jako saxofonista). Různí její členové, například John Cale a Lou Reed, hráli také v některých nových Heliczerových filmech (například Satisfaction a Dirt). Během šedesátých let natočil v New Yorku několik dalších experimentálních filmů, později se však vrátil do Evropy. Během osmdesátých let žil jako bezdomovec v New Yorku. Zemřel v roce 1993 při silniční dopravní nehodě.

## Filmografie
- Benghází (1942) – herec
- The Autumn Feast (1961) – režisér, herec
- Flaming Creatures (1963) – herec
- The Soap Opera (1964) – režisér, herec
- Couch (1964) – herec
- Venus in Furs (1965) – režisér, herec
- Dirt (1965) – režisér
- Satisfaction (1965) – režisér
- Brothel (1966) – herec
- Stone Age (1967) – režisér
- Joan of Arc (1967) – režisér
- Homeo (1967) – herec
- No President (1968) – herec
- New Jerusalem (1968) – režisér
- Don Byron (1968) – režisér
- St Therese Part 2 (1969) – režisér
- Cocaine Fancy (1969) – režisér
- Acquarium (1970) – režisér